# Lobocleta incarnata
Lobocleta incarnata là một loài bướm đêm trong họ Geometridae.